# 萧鹏
肖鹏（1919年11月—2016年12月11日），原名萧良斌，男，江西兴国人，中华人民共和国政治人物。

## 生平
1933年，参加中国工农红军红三军团，参加反围剿战役和长征，同年加入中国共产党。后任冀中军区兵站部政委，白求恩学校政委、第二野战军运输部政治委员。中华人民共和国成立后，历任民生轮船总公司党委书记兼副总经理，广东省航运厅厅长。1963年11月，任中华人民共和国水产部副部长、党组委员。1972年，任中华人民共和国农林部副部长。1978年3月，任国家水产总局局长、党组书记。1982年4月，任中华人民共和国农牧渔业部副部长、党组成员。
2016年12月11日，在北京逝世。